# Серија о бојама
„Серија о бојама” је југословенска телевизијска серија снимљена 1980. године у продукцији Телевизије Београд.

## Улоге
| Глумац         | Улога     |
| -------------- | --------- |
| Ђорђе Ђуричко  | Дечак     |
| Никола Ђуричко | Дечак     |
| Бојана Маљевић | Девојчица |

Комплетна ТВ екипа ▼
| Редитељ    | Милош Радовић |
| Сценариста | Милош Радовић |